# Santa Clara (Utah)
Santa Clara és una població dels Estats Units a l'estat de Utah. Segons el cens del 2000 tenia 4.630 habitants.

## Demografia
Segons el cens del 2000, Santa Clara tenia 4.630 habitants, 1.225 habitatges, i 1.134 famílies. La densitat de població era de 366,3 habitants per km².
Dels 1.225 habitatges en un 57,3% hi vivien nens de menys de 18 anys, en un 86% hi vivien parelles casades, en un 4,8% dones solteres, i en un 7,4% no eren unitats familiars. En el 6,4% dels habitatges hi vivien persones soles el 3,6% de les quals corresponia a persones de 65 anys o més que vivien soles. El nombre mitjà de persones vivint en cada habitatge era de 3,78 i el nombre mitjà de persones que vivien en cada família era de 3,96.
Per edats la població es repartia de la següent manera: un 40,2% tenia menys de 18 anys, un 9,3% entre 18 i 24, un 23,7% entre 25 i 44, un 17,3% de 45 a 60 i un 9,5% 65 anys o més.
L'edat mediana era de 26 anys. Per cada 100 dones de 18 o més anys hi havia 101,8 homes.
La renda mediana per habitatge era de 52.770 $ i la renda mediana per família de 55.000 $. Els homes tenien una renda mediana de 41.350 $ mentre que les dones 21.495 $. La renda per capita de la població era de 15.957 $. Entorn del 2,7% de les famílies i el 3,5% de la població estaven per davall del llindar de pobresa.

## Poblacions més properes
El següent diagrama mostra les poblacions més properes.